# Svratouch
Svratouch település Csehországban, a Chrudimi járásban. Svratouch Krouna, Svratka, Chlumětín, Pustá Kamenice és Pustá Rybná településekkel határos. Lakosainak száma 926 fő (2024. január 1.).

## Népesség
A település lakosságának változását az alábbi diagram mutatja:
| Lakosok száma | 1609 | 1521 | 1489 | 1137 | 1014 | 873  | 870  | 885  | 883  | 926  |
|               | 1869 | 1900 | 1921 | 1961 | 1980 | 2011 | 2016 | 2019 | 2021 | 2024 |